# Wayne Booth
Wayne Clayson Booth (ur. 22 lutego 1921 w American Fork w stanie Utah, zm. 10 października 2005 w Chicago) – jeden z najwybitniejszych literaturoznawców amerykańskich, przedstawiciel tzw. szkoły chicagowskiej (ang. Chicago school) w literaturoznawstwie. Specjalizował się w problematyce bardzo szeroko rozumianej retoryki. Wieloletni profesor University of Chicago. Trzy jego najważniejsze książki (w przekładzie na polski dostępny jest tylko krótki fragment pierwszej z nich – patrz bibliografia) to: The Rhetoric of Fiction (1961), A Rhetoric of Irony (1974), The Company We Keep: An Ethics of Fiction (1988).
Badania Bootha skupione były na interakcji pomiędzy dziełem a indywidualnym odbiorcą – na tym, za pomocą jakich sztuczek tekstowych autorzy uwodzą i oszukują czytelników, w jaki sposób ich kształtują, ale też w jaki sposób udaje im się z czytelnikami porozumieć. W jego późniejszych pracach coraz silniejszy akcent położony jest na etykę (etykę lektury, etykę krytyki literackiej, etykę komunikacji), na to w jaki sposób literatura komunikuje przekonania i wartości oraz na odpowiedzialności krytyka, który dokonuje osądu komunikującego jakieś wartości dzieła.
Pochodził z rodziny mormońskich misjonarzy, jednak sam wyznawał zdecydowanie świecki światopogląd (natomiast nabożeństwo żałobne po jego śmierci odbyło się w kościele unitariańskim). Twierdził, że doświadczenie uwalniania się od nauki kościoła mormońskiego dało początek jego zainteresowaniu perswazją i retoryką. Miał młodszą siostrę. Jego ojciec zmarł, gdy Booth miał sześć lat. W czasie drugiej wojny światowej pracował jako urzędnik armii amerykańskiej w Paryżu. W roku 1944 ukończył studia na Brigham Young University (stopień bachelor, czyli licencjat). W 1946 ożenił się z Phyllis Barnes, z którą miał dwie córki i syna (zmarłego w wypadku samochodowym w wieku 18 lat). W 1947 ukończył University of Chicago (stopień master’s, czyli magister). Doktorat obronił tamże w 1950 roku. W okresie od 1947 do 1950, a później od 1962 roku aż do emerytury (w 1992) był pracownikiem naukowym University of Chicago. W latach 1964–1969 był Dziekanem (Dean of the College, undergraduate division). Był współzałożycielem (w 1974 roku) i wieloletnim współpracownikiem czasopisma Critical Inquiry. W latach 1981–1982 był przewodniczącym (President) Modern Language Association.
Twórca kilku ważnych terminów literaturoznawczych, w tym implied author (autor wpisany w dzieło, nazywany też czasem autorem domyślnym bądź implikowanym) i wiarygodności narratora.